# Hoplistoscelis sordidus
Hoplistoscelis sordidus är en insektsart som först beskrevs av Reuter 1872.  Hoplistoscelis sordidus ingår i släktet Hoplistoscelis och familjen fältrovskinnbaggar. Inga underarter finns listade i Catalogue of Life.